# Trachypus buchananii
Trachypus buchananii là một loài rêu trong họ Trachypodaceae. Loài này được (Brid.) Mitt. mô tả khoa học đầu tiên năm 1859.